# زیشنواسرت
زیشنواسرت (به آلمانی: Zwischenwasser) یک منطقهٔ مسکونی در اتریش است که در ناحیه فلدکیرش واقع شده‌است. زیشنواسرت ۳٬۲۰۶ نفر جمعیت دارد.